# Зінченко Людмила Сергіївна
Людмила Сергіївна Зінченко (нар. 4 квітня 1947, місто Харків) — українська радянська діячка, електромонтажниця-схемниця виробничого об'єднання «Харківський електромеханічний завод». Депутат Верховної Ради УРСР 11-го скликання.

## Біографія
Освіта середня.
У 1965—1976 роках — електромонтажниця-схемниця виробничого об'єднання «Харківський електромеханічний завод».
Член КПРС з 1970 року.
Після 1976 року — на пенсії в місті Харкові.

## Нагороди
- ордени;
- медалі.